# تورك تيليكوم
تورك تيليكوم (بالإنجليزية: Türk Telekom B.K.)‏ هو فريق كرة سلة تركي تأسس في 1991 يقع في أنقرة، تركيا. يلعب في الدوري التركي لكرة السلة.

## وصلات خارجية
- الموقع الإلكتروني